# Ebrahim Raisi
Ebrahim Raisi (født 14. december 1960 i Mashhad, død 19. maj 2024) var Irans præsident fra 2021 til 2024. Han døde 19. maj 2024 i et helikopterstyrt.
Han var inden sin tiltræden som præsident dommer. Han blev valgt til posten som præsident ved valget 18. juni 2021. Han var en del af landets ultrakonservative religiøse elite. Han blev taget i ed i august 2021, hvor han afløste den siddende præsident Hassan Rouhani.
Han blev valgt med 61,95 % af de afgivne stemmer i et valg, der havde en valgdeltagelse på 48,8 %, hvilket var det laveste i mere end 40 år. Ved valget deltog to andre kandidater, efter at tre andre kandidater sprang fra inden valgdagen.
Ifølge Amnesty International burde Raisi efterforskes for forbrydelser mod menneskeheden, da han som viceanklager i Teheran stod bag henrettelser af tusindvis af politiske fanger i 1980'erne. Dette afviste Raisi dog selv.